# Phoenix (Schiff, 1845)
Die Phoenix war ein 1845 in Dienst gestelltes Dampfschiff der US-amerikanischen Reederei Pease & Allen, das Passagiere, Post und Fracht auf den Großen Seen beförderte. In der Nacht vom 21. auf den 22. November 1847 setzten bei einer Fahrt auf dem Michigansee die überhitzten Dampfkessel die Holzverkleidung des Dampfers in Brand, der daraufhin in Flammen aufging und fünf Kilometer vor Sheboygan komplett ausbrannte. Etwa 250 Menschen starben, nur 42 Menschen überlebten. Es handelt sich um eines der bis heute schwersten Schiffsunglücke auf den Großen Seen.

## Das Schiff
Das aus Holz gebaute Dampfschiff Phoenix lief 1845 in der Werft von G. W. & B. B. Jones in Cleveland im US-Bundesstaat Ohio vom Stapel. Es besaß einen neuartigen Antrieb durch einen Doppelpropeller. In Cleveland war das Schiff auch registriert. Die Phoenix war 42,82 m lang, 6,88 m breit und hatte einen Tiefgang von 3,05 m.
Das Schiff wurde nach dem mythischen Vogel Phönix benannt, der verbrennt, um aus seiner Asche wieder neu zu erstehen. Es verkehrte auf den Großen Seen zwischen Buffalo und Chicago, machte unterwegs aber noch in einigen anderen Städten halt.

## Die letzte Fahrt

### Beginn der Reise
Am Donnerstag, dem 11. November 1847, verließ die Phoenix Buffalo unter dem Kommando von Kapitän Benjamin G. Sweet für eine weitere Überfahrt nach Chicago. Sweet befehligte eine 25-köpfige Mannschaft. In den Laderäumen der Phoenix waren Kaffee, Zucker, Melasse sowie Bau- und Maschinenteile für eine Fabrik nahe Sheboygan verstaut. Die etwa 70 Passagiere der Ersten Klasse waren überwiegend US-Amerikaner aus Chicago, Racine und Southport (heute Kenosha). Sie bewohnten separate Kabinen auf dem Hauptdeck. Im Zwischendeck reisten etwa 200 niederländische Einwanderer, die von Rotterdam per Schiff nach New York gekommen waren und sich in Wisconsin niederlassen wollten. Sie waren in den Schlafsälen des Zwischendecks untergebracht.
Es sollte die letzte Fahrt der laufenden Saison sein. Während das Schiff am 13. November den Eriesee durchquerte, stürzte Kapitän Sweet und zog sich eine Knieverletzung zu, wegen der er für den Rest der Fahrt ans Bett gefesselt war. Wie bei diesen Fahrten nicht unüblich, war aufgrund der Jahreszeit das Wetter sehr rau und stürmisch und es kam zu Schneegestöber, Eisbildung und Minusgraden. In der Mackinacstraße verschlechterten sich die Bedingungen, als die Phoenix in einen heftigen Herbststurm geriet. Alle an Bord waren erleichtert, als die Phoenix am frühen Morgen des 21. November die geschützten Gewässer des Manitowoc River erreichte und im Hafen von Manitowoc (Wisconsin) anlegte. Viele Passagiere nutzten die Gelegenheit, um nach zehn Tagen in ihren beengten Quartieren einen Landgang einzulegen und in der Stadt etwas zu essen oder spazieren zu gehen.
Nach dem Löschen der für Manitowoc bestimmten Ladung und der Übernahme neuer Fracht wurden die Bunker mit neuem Brennholz als Brennstoff für die Kessel gefüllt. Nachdem dies abgeschlossen war, entschied Kapitän Sweet, noch ein paar Stunden zu warten, bis sich das Wetter etwas beruhigt hatte. Erst am Abend setzte die Phoenix ihre Reise fort.

### Brand und Untergang

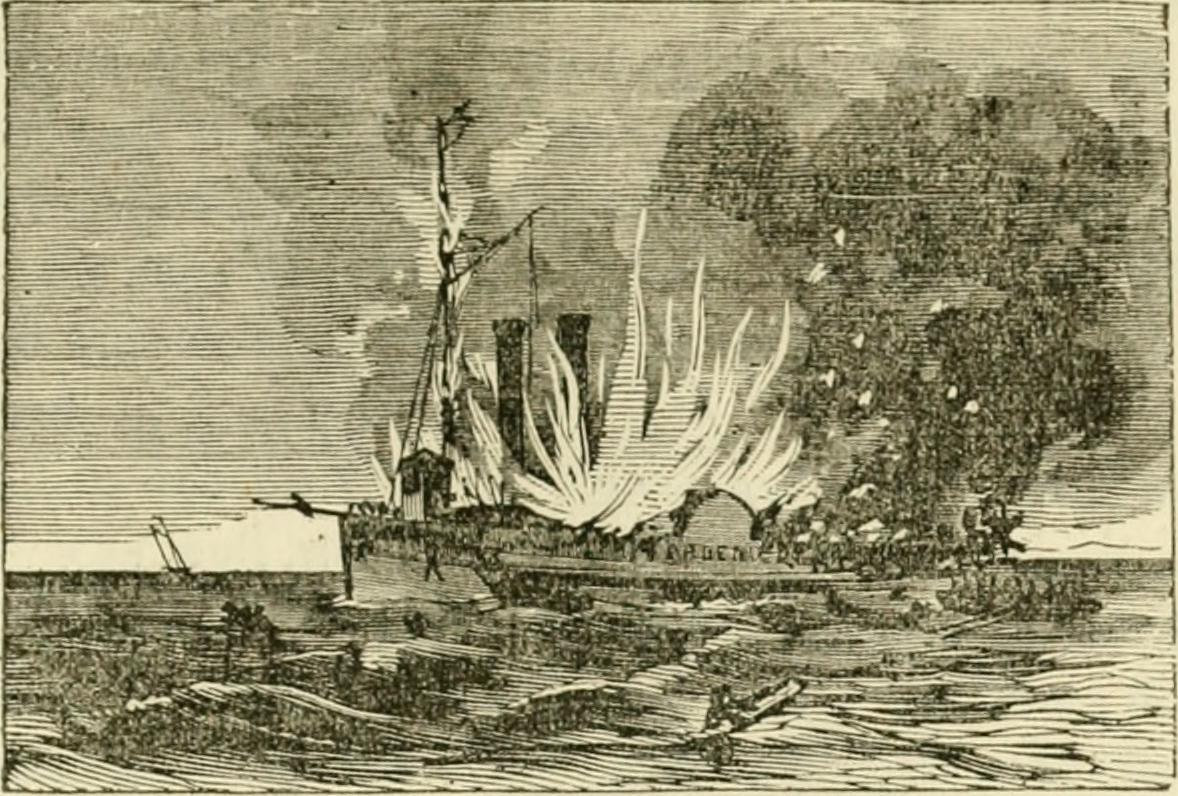
Der Brand der Phoenix. Phantasiedarstellung von James T. Lloyd (1856)

Zwei Stunden nach dem Ablegen in Manitowoc berichtete ein Heizer dem zweiten Maschinisten Bill Owen, dass die Pumpen die Kessel nicht mehr ausreichend mit Kühlwasser versorgten und bat darum, den Chefingenieur einzuschalten. Owen ignorierte den Heizer, da er den Chefingenieur nicht belästigen wollte. Auch die Warnungen eines sachkundigen Passagiers der Ersten Klasse, der Ingenieur war, blieben unbeachtet.
Kurz vor 4 Uhr morgens am 22. November bemerkten Passagiere, dass Rauch aus den Kesselräumen kam. Die stark überhitzten Dampfkessel hatten die Holzverkleidung angeschmort und in Brand gesetzt. Unter den Passagieren brach Panik aus. Als die ersten Flammen zu sehen waren, versuchten ein Heizer und ein Maschinist, das Feuer zu löschen, aber es breitete sich zu schnell aus. Der dichter werdende Rauch und die um sich greifenden Flammen vertrieben sie aus dem Maschinenraum.
Als das Feuer die Kessel zerstörte, verlor die Phoenix ihren Antrieb und driftete manövrierunfähig etwa fünf Kilometer vor dem Ufer von Wisconsin in der Dünung. Chaos brach aus, die Panik stieg und immer wieder wurde „Feuer!“ gerufen. Dadurch erwachten auch die Passagiere, die bis zu dem Zeitpunkt noch geschlafen hatten. Die meisten eilten in Unterwäsche oder Schlafbekleidung umher. Innerhalb weniger Minuten waren die Decks überfüllt mit angsterfüllten Passagieren. Die Mannschaft versuchte, die Situation unter Kontrolle zu halten, und organisierte mit Hilfe der Passagiere eine Menschenkette, durch die Eimer mit Löschwasser transportiert wurden.
Als Kapitän Sweet erkannte, dass das Feuer außer Kontrolle geraten war, befahl er, die Rettungsboote zu Wasser zu lassen. Trotz vergleichbarer Ereignisse in der jüngeren Vergangenheit, wie dem Brand auf dem Raddampfer Lexington am 13. Januar 1840 auf dem East River (139 Tote) oder dem Brand des Dampfers Erie vor Buffalo am 9. August 1841 (bis zu 250 Tote), hatte die Phoenix nicht ausreichend Rettungsboote für alle an Bord. Lediglich zwei kleine Boote mit einer Kapazität von je 20 Personen standen den 300 Menschen auf dem Schiff zur Verfügung.
Beide wurden besetzt und zu Wasser gelassen. Das erste wurde von Sweet persönlich kommandiert und hatte insgesamt 20 Menschen an Bord. Das zweite Boot, in dem 19 Menschen saßen, wurde vom Ersten Offizier H. Watts befehligt. Die beiden Männer hatten vor, die Boote zum Strand zu rudern, die Insassen auszuladen und zum Schiff zurückzukehren, um weitere Passagiere abzuholen. Das Wasser war durch den Sturm aber immer noch aufgewühlt und die Ruderer waren vollkommen erschöpft, als sie das Ufer erreichten. Eine sofortige Rückkehr war ausgeschlossen. Währenddessen stand die Phoenix vollständig in Flammen. Auf beiden Seiten des  Dampfers sprangen Menschen zu Dutzenden in den eiskalten Michigansee. Die wenigsten konnten schwimmen. Andere kletterten auf das Dach des Sturmdecks oder an den Masten empor, wo die Flammen sie aber schnell einholten. Viele schafften es gar nicht erst an Deck. Körbe, Matratzen und Türen wurden über Bord geworfen, damit sich die Menschen im Wasser daran festhalten konnten. Ein Teppich aus treibenden Leichen und verkohlten Wrackteilen breitete sich aus. Die Überlebenden berichteten später vom süßlichen Geruch verbrannten Fleisches, der über dem See hing.
Der Schein der Flammen alarmierte einige in der Nähe befindliche Schiffe. Als das erste Schiff, der Dampfer Delaware, den Schauplatz erreichte, fand man nur noch drei Überlebende, zwei Besatzungsmitglieder und einen Passagier, die sich zwei Stunden lang an die Ankerketten und einen Fender geklammert hatten und fast erfroren waren. Kapitän Tuttle von der Delaware ließ die ausgebrannte Hülle der Phoenix in Schlepp nehmen, um sie nach Sheboygan zu bringen. Die Phoenix lag tief im Wasser und lief in der Nähe der nördlichen Mole auf Grund. Das Schlepptau riss und schlug in die Menschenmenge an der Pier, wo es einen 7-jährigen Jungen schwer im Gesicht entstellte.

„Von Pittsburg wird über ein gräßliches Unglück durch Verbrennen des Dampfschiffs Phönix auf dem Michigansee berichtet, wodurch 200 Menschen umkamen. Als der Phönix, den See aufwärts fahrend, sich innerhalb 19 Meilen von Sheboygan befand, entdeckte man, daß er Feuer gefangen habe. Die Flammen, welche unterhalb dem Deck her zum Ausbruche kamen, griffen bei frischem Winde mit furchtbarer Schnelligkeit um sich. Die äußerste Bestürzung bemächtigte sich der Passagiere, und es war unmöglich, unter der Aufregung, welche folgte, die geeigneten Schritte zu thun, um das Schiff zu retten. […] Die, welche wie durch ein Wunder in den Kähnen entkamen, wurden kurz darauf von dem Dampfboote Delaware aufgenommen, das gerade zeitig genug erschien, von dem furchtbaren Schicksale Derer am Bord des unglücklichen Phönix Augenzeuge zu sein, aber zu spät, um ihnen irgend eine
irdische Hülfe zu leisten. Hundertundfunfzig Passagiere waren deutsche Einwanderer. Wie viele von diesen und der ganzen Zahl der Passagiere überhaupt umgekommen, wird nicht genau angegeben.“

## Nachspiel
Das Wrack sank neben der Mole in zwei bis drei Meter tiefem Wasser. Es war zu sehr beschädigt, um es wieder instand setzen zu können und wurde von seinen Eignern aufgegeben. Lediglich die Dampfkessel und andere Maschinerie sowie Teile der hölzernen Bugsektion wurden geborgen, um sie wiederverwenden zu können.
Noch Wochen nach dem Feuer wurden die Leichen von Männern, Frauen und Kindern an Land gespült. In zahlreichen niederländischen Gemeinden wurde der Verlust von Angehörigen beklagt. Nur 42 der etwa 300 Menschen an Bord der Phoenix überlebten den verheerenden Brand. Die genaue Anzahl der Todesopfer ist nicht bekannt, da Logbuch und Passagierliste mit dem Schiff verloren gingen. Das Unglück zählt neben dem Brand der Raddampfer ‘‘Erie’’ im Jahr 1841 und ‘‘Sea Bird’’ im Jahr 1858, dem Untergang der ‘’Lady Elgin’’ im Jahr 1860 sowie dem Kentern der ‘’Eastland’’ im Jahr 1915 zu den schwersten Schiffskatastrophen auf den Großen Seen.
Trotz des Mangels an Rettungsbooten auf der Phoenix wurden US-amerikanische Passagierschiffe erst nach dem Untergang der Titanic 65 Jahre später mit ausreichenden Rettungsmitteln für alle Reisenden ausgestattet. Der amerikanische Maler William J. Koelpin (1845–1912) hielt das Unglück in einem Gemälde fest.